# Keep Me Fed
Keep Me Fed es el cuarto álbum de estudio de la banda mexicana de rock The Warning. Fue lanzado el 28 de junio de 2024, a través de Lava y Republic Records.
El álbum fue elegido para la posición 19 en la lista "Los 50 mejores álbumes de 2024" de la revista Kerrang! y para la posición 11 en la lista "Los 24 mejores álbumes de 2024" de la revista Rock Sound. El álbum fue incluido por la revista de rock francesa Hard Force en su lista de "TOP ALBUMS 2024".
Se lanzaron seis sencillos antes del álbum. El primero, "More", alcanzó el puesto 36 en la lista de Billboard Mainstream Rock, donde permaneció siete semanas. El segundo, "S!CK", alcanzó el puesto 8 en la lista de Billboard Mainstream Rock, donde permaneció 20 semanas.
La cancion "S!CK" figura en la lista de Loudwire de las "Mejores Canciones de Rock + Metal de 2024 (Hasta la Fecha)". Esta canción también fue seleccionada para la banda sonora del videojuego Madden NFL 26.
La canción "Qué Más Quieres" fue nominada a los Premios Grammy Latinos en la categoría de Mejor Canción de Rock.

## Portada
Paulina Villarreal explica el significado de la portada:

"La imagen principal del álbum muestra una escena llena de excesos, y nosotros también somos protagonistas de estos excesos. Hay demasiado de todo en esta mesa, y gente que parece muy respetable consume mucho más de lo que realmente necesita para vivir. Por eso nos subimos a ella e intentamos detener, o al menos ralentizar, esta orgía. Pero al final, es triste decirlo, seguimos participando en ella. También estamos en esta mesa. Representa lo que vivimos a diario y lo que intentamos combatir a nuestra manera".

## Lista de canciones
| N.º | Título                  | Duración |  |
| 1.  | «Six Feet Deep»         | 2:59     |  |
| 2.  | «S!CK»                  | 3:12     |  |
| 3.  | «Apologize»             | 3:41     |  |
| 4.  | «Qué Más Quieres»       | 3:04     |  |
| 5.  | «MORE»                  | 3:07     |  |
| 6.  | «Escapism»              | 3:36     |  |
| 7.  | «Satisfied»             | 3:09     |  |
| 8.  | «Burnout»               | 3:24     |  |
| 9.  | «Sharks»                | 3:08     |  |
| 10. | «Hell You Call a Dream» | 2:56     |  |
| 11. | «Consume»               | 3:07     |  |
| 12. | «Automatic Sun»         | 3:10     |  |

## Posicionamiento en lista
| Lista (2024)                                | Mejor posición |
| ------------------------------------------- | -------------- |
| Alemania (Offizielle Top 100)               | 19             |
| Austria (Ö3 Austria)                        | 39             |
| Bélgica (Ultratop Flandes)                  | 122            |
| Bélgica (Ultratop Valonia)                  | 192            |
| España (Promusicae)                         | 79             |
| French Rock & Metal Albums (SNEP)           | 23             |
| Swedish Physical Albums (Sverigetopplistan) | 15             |
| Reino Unido (UK Rock & Metal Albums)        | 1              |
| Suiza (Schweizer Hitparade)                 | 14             |
| US Billboard 200                            | 59             |

## Personal
The Warning
- Daniela Villarreal – voz principal, guitarra
- Paulina Villarreal – batería, coros, co-voz principal (pistas 9 y 11)
- Alejandra Villarreal – bajo, coros (pista 10)

Músicos adicionales
- Anton DeLost – teclado, guitarra, percusión
- Dan Lancaster – coros (pistas 1 y 12)
- Kevin "Boonn" Hissink – guitarra adicional (pista 6)